# Pagus
A pagus latin eredetű kifejezés különböző, a Római Birodalomban, majd annak germán utódállamaiban létezett, alárendelt közigazgatási egységek jelölésére.

Burgundia pagusai a 9. században

## A Római Birodalomban
Eredetileg valamilyen védett hely (arx) közelében álló kunyhók csoportja volt, és több ilyen pagus központja volt a forum. Azokban az esetekben, amelyekben ezek a településkezdemények egyesültek és várossá fejlődtek, pagusoknak már az egyes városmagok körül kialakult városrészeket nevezték. Ezek az összenőtt városban is megtartották rájuk jellemző, egyedi vallási szertartásaikat (sacra paganalia).
A provinciákban már megye, illetve járás rangú közigazgatási egységet jelölt — legalábbis Julius Caesar már ebben az értelemben használta, amikor megszervezte az általa meghódított területek közigazgatását. Alapegysége a vicus (falu, illetve tanya) volt.
Miután Diocletianus újjászervezte a birodalom közigazgatását, ennek egyik alapegységévé a pagust tette — ez az ő rendszerében egy rendkívül rugalmas módon meghatározott területi egység volt — egyeseket püspöki székhelyek, másokat nagy latifundiumok körül szerveztek, megint mások egyszerű falucsoportok voltak.

## A germán utódállamokban
A rómaiak területi szerveződéseit átvette a Frank Birodalom, amelyben az egyes pagusok élére grófok, illetve comesek kerültek; az egyes pagusok területét uradalmakra osztották fel. 
A francia nyelvbe pays, a spanyolba país alakban került át. Német nyelvterületen megfelelője a Gau, Svájcban a kanton.
A Frank Birodalomban, majd annak utódállamaiban egyes pagusok grófságokká szerveződtek, mások alárendelt helyzetűek maradtak. Utóbbiak közül egyesek birtoklásával ugyancsak grófi cím járt (de nem önállóan, hanem a gróf egyéb címeihez biggyesztve), másokat a gróf nevében vikomtok igazgattak

## Fordítás
- Ez a szócikk részben vagy egészben  a   pagus című angol Wikipédia-szócikk ezen változatának fordításán alapul.  Az eredeti cikk szerkesztőit annak laptörténete sorolja fel. Ez a jelzés csupán a megfogalmazás eredetét és a szerzői jogokat jelzi, nem szolgál a cikkben szereplő információk forrásmegjelöléseként.